# 無國界醫生
無國界醫生（法語：Médecins sans frontières，發音：[medsɛ̃ sɑ̃ fʁɔ̃tjɛʁ] ⓘ，简称：MSF（法语）或DWB（英语））是一个獨立的、从事人道救援的國際非政府组织，以在飽受戰爭或動亂摧殘的地區和貧窮國家致力協助抵抗地方疾病的計畫聞名。于1999年获得诺贝尔和平奖。

## 組織和機構

有无国界医生组织成员活动的国家和地区

1968年至1970年，參加法國紅十字會在非洲比夫拉救援工作的一个法國醫生貝爾納·庫希內，看到當地一個又一個骷髏似的瘦削孩子，深為未能有效提供救援感到無奈和激憤。1971年，一群醫生們在尼日利亞內戰後，與記者一同成立了無國界醫生組織。醫生們深信，無論人們的種族、宗教信仰與政治立場為何，任何人都有资格獲得醫療保健的權利，而且人們的這些需求是超越國界的。加拿大籍華裔醫生廖滿嫦（Joanne Liu）自2013年起擔任組織國際主席（président international），2019年，克里斯托醫生（Dr Christos Christou）接任成為新任主席。
無國界醫生是全球最大的獨立醫療救援組織，目前總部設於瑞士的日內瓦，有五個主要的行動中心位於歐洲，分別是巴黎、布魯塞爾、阿姆斯特丹、巴塞隆納和日內瓦。此組織的目標是｢不分種族、國家與宗教背景、義務的協助戰火和自然災害中受傷的人類得到醫治｣。無國界醫生組織經常深入戰亂地區，生命和義務工作等也常受到威脅。他們經常會代表受害的地區向聯合國提交抗議，例如對車臣、科索沃和乌克兰戰亂的譴責。
無國界醫生組織目前針對下列四大項狀況進行醫療協助：
- 針對武裝衝突和內部動盪地區的民眾進行緊急醫療幫助
- 針對流行病與傳染病進行預防與緊急應對
- 天然或人為災難的緊急醫療支持
- 為遭排拒於醫療體系以外者做醫療協助

無國界醫生組織的總部設在瑞士日內瓦並有20個部門。該組織每年招募大約3000名醫生，護士，助產士，和後勤人員執行各個計劃，另外還有1000名長期工作人員負責招募志願者和處理財務和媒體關係。該組織超過80%的資金來自獨立捐款，其餘的來自於政府和企業的捐助。這些使得无国界医生的年預算大約有4億美元
無國界醫生組織積極地為70余個國家人民提供衛生保健和醫療培訓，並且一貫堅持在衝突地區比如車臣和科索沃的政治責任。在它的歷史上多次進行抗議活動，包括在1994年盧旺達種族屠殺中，該組織呼吁軍事干涉，以及對柬埔寨赤棉的屠殺等。
無國界醫生於1999年獲頒諾貝爾和平獎，以肯定他們不斷努力在緊急危機事故發生時提供醫療服務，並引起國際對可能發生的人道危機事件的關注。
以下列出無國界醫生的創始人名單:
- 馬塞爾·德爾古醫生 (Dr Marcel Delcourt)
- 馬克斯·雷卡米耶醫生 (Dr Max Recamier)
- 熱拉爾·皮容醫生 (Dr Gérard Pigeon)
- 貝爾納·庫什內醫生 (Dr Bernard Kouchner)
- 雷蒙·博雷爾醫生 (Dr Raymond Borel)
- 讓·卡布羅爾醫生 (Dr Jean Cabrol)
- 弗拉丹·拉多曼醫生 (Dr Vladan Radoman)
- 讓-米歇爾·維爾德醫生 (Dr Jean-Michel Wild)
- 帕斯卡爾·格勒萊蒂-博斯維埃爾醫生 (Dr Pascal Greletty-Bosviel)
- 雅克·貝雷斯醫生 (Dr Jacques Bérés)
- 熱拉爾·伊利烏茲醫生 (Dr Gérard Illiouz)
- 菲利普·貝尼耶 (Philippe Bernier)
- 格扎維埃·埃馬努埃利醫生 (Dr Xavier Emmanuelli)

## 无国界医生憲章
无国界医生的成员大多是医生和医务人员，但也得到许多其它职业人士的帮助。所有成员均遵循以下的原则：
- 無國界醫生不分種族、宗教、信仰和政治立場，為身處困境的人們以及天災人禍和武裝衝突的受害者提供援助。
- 無國界醫生遵循國際醫療守則，堅持人道援助的權利，恪守中立不偏的立場，並要求在其行動中不受任何阻撓。
- 全體成員嚴格遵循其職業規範，並且完全獨立於任何政治、經濟和宗教勢力之外。
- 作為志願者，全體成員深諳執行組織的使命所面臨的風險和困難，並且不會要求組織向其本人或受益人作出超乎該組織所能提供的賠償。

## 歷史
早在无国界医生创立（1971年）之前，向有需要的人群提供紧急食品和药物援助的组织（例如樂施會）就已经存在了。创立于1863年的国际红十字会（CICR/ICRC），是受战争及自然灾害影响的人民接受紧急食品及药物援助的主要来源。第二次世界大战之后，国际红十字会因对屠杀保持沉默而开始受到批评。一些人（例如无国界医生的创始人之一貝爾納·庫希內（Bernard Kouchner））则认为，在危机的状况下，该组织的模稜兩可的中立就是共犯。

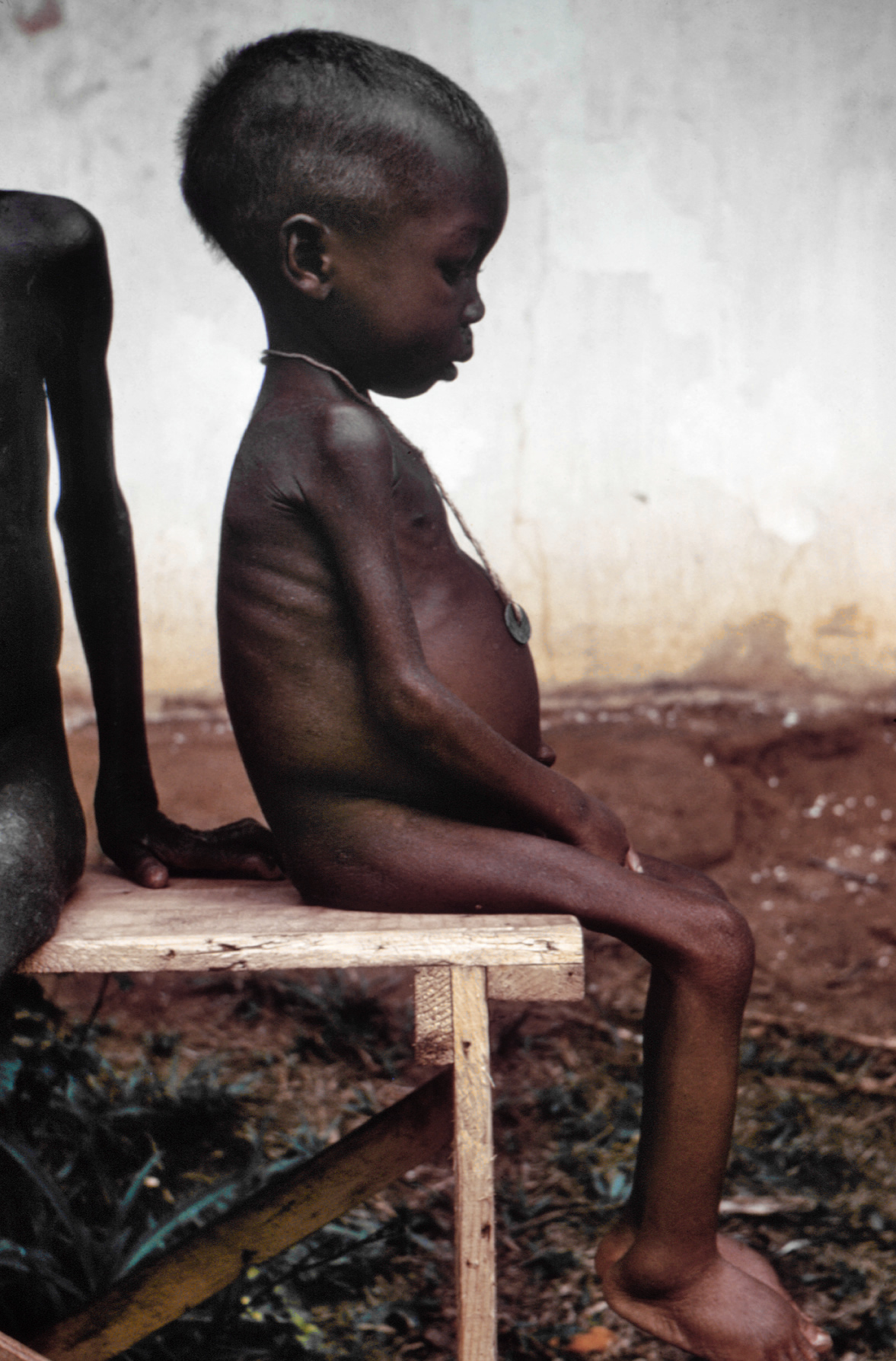
尼日利亚内战中罹患恶性营养不良的孩子

在1967-1970年的尼日利亚内战中，尼日利亚军队包围並封锁了新独立的东南地区，比夫拉。当时，法国是唯一一个支持比夫拉人的大国（英国、前苏联和美国皆站在尼日利亚政府一边），而且外界对封锁区内的情况一无所知。贝尔纳·库什内当时是通过法国红十字会志愿前往被包围的比夫拉的医院和哺育中心的法国医生中的一员。红十字会要求志愿者们签署一份被部分人（像庫希內和他的支持者们）认为是禁口令的协议，来保持该组织无条件的中立。庫希內和其他法国医生签署了这份协议。
进入尼日利亚之后，这些志愿者，以及比夫拉的医疗工作者和医院受到了尼日利亚军队的攻击，并且目睹了平民被杀害和在封锁中忍饥挨饿。庫希內也目睹了这些场面，特别是大量饥饿的儿童。当他回到法国之后，他公开批评尼日利亚政府和红十字会看似同谋一样的行为。在其他法国医生的帮助下，庫希內将比夫拉置于媒体的聚光灯下，并呼吁国际社会的回应。庫希內领导下的这些医生，决定成立一个新的，不理会政治或信仰界限而以受害者利益为先的救助组织。
在Kouchner離開後，Malhuret和Rony Brauman帶給無國界醫生組織極大的改變。1979年12月，蘇聯入侵阿富汗後，無國界醫生立即展開實地救援的任務，提供醫藥援助給伊斯蘭游擊隊戰士。1980年二月，無國界醫生公開譴責赤棉。1984年衣索比亞爆發大飢荒，無國界醫生於該國成立營養計畫，但1985年因譴責衣索比亞濫用國際援助及武裝移民遭到驅逐。1986年薩爾瓦多發生大地震後，無國界提供水源給該國首都聖薩爾瓦多。
1982年，Malhuret和Rony Brauman（在1982年成為該組織的會長），藉由郵件介紹資金募集活動增加捐款收入，促使該組織財務獨立。1980年代，法國無國界醫生（1971）促使多國成立無國界醫生行動中心（管理救援項目的總部）：比利時在1980年成立、瑞士在1981年、荷蘭於1984年、西班牙則成立於1986年。盧森堡是第一個分部（負責籌款、招募海外工作人員、推廣及技術救援），成立於1986年。在1990年代，多數的國家都成立分部：希臘、美國成立於1990年，加拿大成立於1991年、日本在1992年成立、及義大利於1993年成立、1994年澳大利亞也成立分部；而後還有德國、奧地利、丹麥、瑞典、挪威、英屬香港，沙烏地阿拉伯則稍晚成立。2007年香港办事处在中華人民共和國广州成立代表处，为无国界医生于中国大陆的救援项目提供支持。

### 成員傷亡事件
除了要面对在战地和瘟疫区的死伤威胁，无国界医生志愿者有时还会因为政治原因被攻击或绑架。在一些进行内战的国家中，对其中单方的人道主义援助会被认为是对敌方的帮助，并因而被袭击，例如：
- 无国界医生北高加索代表团团长Arjan Erkel在俄罗斯達吉斯坦共和国被绑架，从2002年8月12日到2004年4月11日一直被扣留作人质。
- 2004年6月2日，5名无国界医生工作者在阿富汗巴德吉斯省Khair Khāna（英语：Khair Khāna）附近遭埋伏牺牲，他们分别是：阿富汗人Fasil Ahmad和Besmillah、比利时人Helene de Beir、挪威人Egil Tynaes、以及荷兰人Willem Kwint。阿富汗政府没有逮捕凶手。塔利班发言人Abdul Hakim Latifi发表言论对这次袭击负责。自2003年开始，共计30多位无国界医生的成员在阿富汗陆续遇害身亡。7月28日，无国界医生因为因成员没有充分的安全保障，所以决定退出已驻守有24年的阿富汗地区、将医疗工作交接给阿富汗政府当局。无国界医生在他们的刊物中发表文章斥责塔利班和美国军方。他们谴责塔利班以救援工作者为袭击目标：“这一恐怖袭击意味着塔利班拒绝接受中立的人道主义行动。”对美国军方方面，他们谴责：“这次恐怖袭击矛头直接指向人道救援工作者，因为恐怖分子认为美国暗地里一直寻求与人道救援组织合作以达到军事和政治的野心。无国界医生公开谴责这种合作会被军方利用作赢取民心。如果这样，所提供的救援就不再被视为中立的行为，这样会危及人道主义志愿者的生命安全并使需要帮助的人得不到帮助。2004年5月12日，无国界医生公开谴责阿富汗南部的联合军散发传单称如果塔利班和阿爾蓋達組織想继续得到救援就必须提供他们的訊息。”

2022年爆發俄烏戰爭後，無國界醫生團隊持續在烏克蘭為被戰爭影響或被迫逃離的人們提供緊急醫療援助。2023年2月2日，無國界醫生皮特·利德（Pete Reed）在烏克蘭巴赫穆特協助疏散平民時，被飛彈擊中而遇難。

## 統計數據
為了向全世界明確報告人道救援的緊急狀況，無國界醫生組織會在每一次任務中都會統計相關數據，兒童營養不良的比例可間接用來衡量整體族群營養不良率，並因此得知每個供給中心所需的糧食量。

## 爭議

### 員工涉及性騷擾或性侵
2018年2月，無國界醫生發聲明指表示在2017年收到146宗內部投訴及舉報，當中40宗涉及性騷擾或性侵，調查後有24宗個案的指控成立，19人因而被開除，其餘涉事的職員就受到紀律處分或停職，聲明未提及個案詳情，但就說實際的數字可能會更高。

### 在非洲以藥換性服務
2018年6月，英國廣播公司引述多名無國界醫生的女性員工透露，該組織的救援人員在非洲工作期間用藥物來換取性服務，並形容情況非常普遍。一名前員工指出，不少無國界醫生的男性救援人員濫用自己作為西方救援人員的地位和權力，在肯亞工作時，見過有高層員工帶妓女回宿舍，亦有不少男性救援人員，會和當地的年輕女孩舉行有性行為成分的派對。另一名女員工透露，曾有高層人員向她吹噓，在利比里亞以藥換性是一件很容易的事情。

### 拒絕救援香港反修例運動中受傷的學生
2019年香港發生反對逃犯條例修訂草案運動後，爆發多次警民衝突。部分市民擔心受傷的示威者若送至公立醫院，可能會被警方逮捕。因此外界向無國界醫生（香港）請求協助。直至10月起衝突加劇，警察與抗議者在香港城市大學、香港大學和香港理工大學等處發生大量衝突而出現不少傷患。11月18日，無國界醫生（香港）總幹事戴義禮指出，經評估後認為香港社會各界提供的醫療資源與救援能力充足，因此不會介入提供救援。因無國界醫生拒絕向學生提供任何援助，違反《無國界醫生憲章》中「無國界醫生不分種族、宗教、信仰和政治立場，為身處困境的人們以及天災人禍和武裝衝突的受害者提供援助」的原則，多名藝人包括王宗堯、葉蘊儀等均公開批評，並表明以後拒絕對其捐款。

### 涉及剛果性侵婦女案
2020年，據非牟利新聞媒體網站「新人道主義者（The New Humanitarian）」與「湯森路透基金會（Thomson Reuters Foundation）」近1年的調查，發現由2018年至今2020年3月（即伊波拉疫情持續期間），剛果民主共和國有超過50名婦女被國際組織人員性侵，其中更有2人因此而懷孕；涉及組織包括世界衛生組織、無國界醫生、世界宣明會、聯合國兒童基金會、樂施會、ALIMA及國際移民組織等。

## 延伸閱讀
- （英文） Bortolotti, D (2004). Hope in Hell: Inside the World of Doctors Without Borders[永久], Firefly Books.
- （英文） Greenberg KS (2002). Humanitarianism in the Post-Colonial Era: The History of Médecins Sans FrontièresPDF, The Concord Review.
- （英文） McCall M, Salama P (1999). Selection, training, and support of relief workers: an occupational health issue （页面存档备份，存于）, British Medical Journal 318: 113-116.
- （英文） Zwi AB (2004). How should the health community respond to violent political conflict? Archive.today的存檔，存档日期2013-08-01, PLoS Medicine (online) 1 (1).
- （英文） Katz IT, Wright AA (2004). Collateral Damage — Médecins sans Frontières Leaves Afghanistan and Iraq （页面存档备份，存于）, The New England Journal of Medicine 351 (25): 2571-2573.

## 外部連結
- （英文）官方网站 
  - 无国界医生香港办事处 （页面存档备份，存于）
  - 無國界醫生台灣網站 （页面存档备份，存于）
  - 无国界医生广州代表处 （页面存档备份，存于）
- （英文） 諾貝爾和平獎官方網站－無國界醫生 （页面存档备份，存于）
- Essentialdrugs.org
- Observatoire de l'action humanitaire
- Drugs for Neglected Diseases Initiative （页面存档备份，存于）